# Johan Wissman
Johan Lukas Wissman (Helsingborg, 2 november 1982) is een Zweedse sprinter, die gespecialiseerd is in de 200 m en de 400 m. Hij nam eenmaal deel aan de Olympische Spelen (Peking 2008), waarbij hij op de 400 m doordrong tot de finale.

## Biografie
Johan heeft een kleine zus, Kajsa en een grote zus Sara; zijn moeder heet Eva-Lotte en zijn vader Mats. Johan is sportief vanaf zijn vroege jeugd. Hij heeft gevoetbald van zijn zesde tot zijn vijftiende jaar en badminton gespeeld van zijn negende tot zijn elfde jaar. En natuurlijk atletiek, dat hij beoefent sinds zijn elfde.
Johan Wissman heeft een wetenschappelijke richting gestudeerd op het gymnasium (secundair). Daarna is hij sportpsychologie gaan studeren aan de hogeschool/universiteit.
Onder Wissmans hoogtepunten uit zijn carrière vallen zijn tweede plek op de Europese kampioenschappen in 2006 te Göteborg (200 m), zijn tweede plek op het WK Indoor in 2004 te Boedapest (200 m), zijn derde plek op het Europees kampioenschap voor junioren in 2003 (200 m) en zijn tweede plek op het Europees kampioenschap voor junioren in 2001 (400 m).
Op de Europese kampioenschappen van 2006 in Göteborg vestigde Wissman een nieuw persoonlijk en nationaal record op de 200 m. Op het WK indoor van 2008 in het Spaanse Valencia behaalde hij een zilveren medaille op de 400 m. Met een tijd van 46,04 s eindigde hij achter de Canadees Tyler Christopher (goud; 45,67) en voor de Bahamaan Chris Brown (brons; 46,26). Later dat jaar wist hij op de Olympische Spelen in Peking door te dringen tot de finale van de 400 m, waarin hij achtste werd in 45,39. Tijdens de EK indoor 2009 in Turijn, Italië sleepte Wissman de Europese titel op de 400 meter in de wacht, hij deed dat in een nieuw persoonlijk record (45,89). Later dat jaar kwam hij op de wereldkampioenschappen in Berlijn niet uit de verf: in zijn serie op de 400 m werd hij derde, waarmee hij zich plaatste voor de halve finale, maar hierin verscheen hij niet aan de start.
Johan Wissman woont in een flat in Helsingborg en is aangesloten bij de atletiekvereniging IFK Helsingborg.

## Titels
- Zweeds kampioen 100 m - 2004
- Zweeds kampioen 200 m - 2001, 2003, 2004, 2006
- Zweeds kampioen 400 m - 2002, 2005
- Zweeds indoorkampioen 200 m - 2002, 2003, 2004, 2005, 2006

## Persoonlijke records
Outdoor
| Onderdeel | Prestatie           | Datum             | Plaats      |
| --------- | ------------------- | ----------------- | ----------- |
| 100 m     | 10,44 s             | 14 juli 2002      | Helsingborg |
| 200 m     | 20,30 s (nat. rec.) | 23 september 2007 | Stuttgart   |
| 300 m     | 32,10 s             | 8 juli 2008       | Sollentuna  |
| 400 m     | 44,56 s (nat. rec.) | 29 augustus 2007  | Osaka       |

Indoor
| Onderdeel | Prestatie           | Datum            | Plaats   |
| --------- | ------------------- | ---------------- | -------- |
| 60 m      | 6,84 s              | 3 februari 2004  | Göteborg |
| 200 m     | 20,65 s (nat. rec.) | 28 februari 2004 | Liévin   |
| 300 m     | 32,61 s             | 3 maart 2006     | Liévin   |
| 400 m     | 45,89 s             | 7 maart 2009     | Turijn   |

## Progressie
| seizoen | 60m (indoor) | 100m (outdoor) | 200m (indoor) | 200m (outdoor) | 300m (outdoor) | 400m (indoor) | 400m outdoor |
| ------- | ------------ | -------------- | ------------- | -------------- | -------------- | ------------- | ------------ |
| 2009    | -            | -              | -             | 20,56          | -              | 45,89         | 45,81        |
| 2008    | -            | -              | 20,91         | 20,77          | 32,10          | 46,04         | 44,64        |
| 2007    | -            | -              | 20,73         | 20,30          | -              | 46,17         | 44,56        |
| 2006    | 6,94         | -              | 20,89         | 20,38          | 32,62          | 47,26         | -            |
| 2005    | 6,91         | 10,59          | 20,93         | 20,46          | -              | 47,60         | 46,23        |
| 2004    | 6,84         | 10,45          | 20,65         | 20,50          | 32,60          | -             | 45,57        |
| 2003    | 6,86         | 10,34w         | 21,01         | 20,43          | 32,40          | -             | 45,80        |
| 2002    | 6,87         | 10,44          | 20,85         | 20,51          | -              | -             | 46,17        |
| 2001    | 6,98         | 10,77          | 21,55         | 20,81          | -              | -             | 46,40        |
| 2000    | 7,14         | 10,74          | 21,79         | 21,23          | -              | 47,90         | 47,30        |
| 1999    | 7,19         | 11,05          | 22,24         | 21,78          | -              | 50,41         | 48,03        |
| 1998    | 7,78         | 11,52          | -             | 23,22          | 36,29          | -             | 52,59        |
| 1997    | 8,05         | 12,19          | 25,32         | 24,62          | -              | -             | 56,34        |

## Palmares

### 200 m
Kampioenschappen
- 2002:  Europacup B - 20,51 s
- 2003:  EK U23 - 20,43 s
- 2003:  Europacup B - 20,58 s
- 2004:  WK indoor - 20,72 s
- 2004:  Europacup A - 20,61 s
- 2005: 4e Europacup - 21,47 s
- 2006:  Europacup B - 20,56 s
- 2006:  EK - 20,38 s
- 2007: 4e Wereldatletiekfinale - 20,30 s

Golden League-podiumplekken
- 2007:  Bislett Games – 20,32 s
- 2007:  Weltklasse Zürich – 20,47 s

### 400 m
Kampioenschappen
- 2001:  EJK - 46,81 s
- 2007: 4e EK indoor - 46,17 s
- 2007: 7e WK - 44,72 s
- 2008:  WK indoor - 46,04 s
- 2008: 8e OS - 45,39 s
- 2009:  EK indoor - 45,89 s
- 2009: DNS halve fin. WK - (45,83 s in serie)

Golden League-podiumplek
- 2007:  Golden Gala – 45,12 s

### 4 x 400 m estafette
- 2006: 4e WK indoor - 3.07,32